# Đô la dầu lửa
Dollar dầu lửa là thuật ngữ kinh tế, mà theo nghĩa rộng là số tiền bằng dollar Mỹ mà các nước xuất khẩu dầu lửa thu được nhờ xuất khẩu dầu lửa; còn theo nghĩa hẹp là cụm từ chỉ số tiền bằng dollar Mỹ mà các nước thành viên OPEC thu được từ xuất khẩu dầu lửa và dùng để đầu tư ở nước ngoài kiếm lời.
Thuật ngữ này xuất hiện từ thời kỳ khủng hoảng dầu mỏ lần thứ nhất (1973-1975). Giá dầu khi ấy tăng vọt. Các nước xuất khẩu dầu lửa, nhất là Kuwait, Ả Rập Xê Út và Qatar, thu bội tiền, nhưng đầu tư và chi tiêu tài chính trong nước không dùng hết số tiền đó. Số dollar dôi dư đó được các nước đưa vào các quỹ đầu tư hoặc các ngân hàng thương mại để đầu tư vào thị trường tài chính quốc tế, nhất là thị trường tài chính ở Hoa Kỳ, để kiếm lời. Những quỹ này, chẳng hạn như Kuwait Investment Authority, được gọi là quỹ dollar dầu lửa. Ngoài việc đầu tư kiếm lời, nhiều nước A Rập xuất khẩu dầu lửa còn dùng số dollar dôi dư để viện trợ cho các nước khác. ODA từ các nước A Rập tăng mạnh từ giữa năm 1973.
Hoa Kỳ là nước nhập khẩu dầu lửa có lợi lớn từ dollar dầu lửa. Vì thu nhập từ dầu lửa bằng dollar, nên các nước có dollar dầu lửa có xu hướng đầu tư vào Hoa Kỳ và làm lãi suất ở Mỹ hạ xuống. Bên cạnh đó, Hoa Kỳ có thể in thêm dollar để mua dầu lửa. Dựa vào đây mà đã có không ít sự nghi ngờ động cơ của Hoa Kỳ trong các cuộc chiến tranh ở Vùng Vịnh. Họ gọi những cuộc chiến tranh đó là chiến tranh dollar dầu lửa.
Song thực tế, không chỉ có Hoa Kỳ mà nhiều nước đang phát triển cũng được lợi. Việc xuất hiện một nguồn tài chính dồi dào mới này khiến cho lãi suất cho vay quốc tế hồi cuối thập niên 1970 hạ xuống. Nhiều nước đang phát triển, nhất là ở khu vực Mỹ Latinh, đã tận dụng cơ hội đó để vay tiền phục vụ công nghiệp hóa.
Một vấn đề mà dollar dầu lửa đem lại là sự gia tăng của dòng vốn ngắn hạn có tính thanh khoản cao vì một phần lớn dollar dầu mỏ được dùng để mua chứng khoán. Nó nguy hiểm với mọi nền kinh tế mở trên thế giới.